# Орлова, Светлана Владимировна (художница)
Светла́на Вла́димировна Орло́ва (Светла́на Со́ло; род. 15 сентября 1970, Гафуров, Ленинабадская область) — российская художница, деятель искусств, журналист, педагог . Действительный член (Академик) Европейской Академии естественных наук (ЕАЕН), секция культурологии (2019). Кавалер Ордена «Единения» «Деяния во благо народов» за деятельность в области культуры Организации объединённых наций, Европейского комитета по наградам и премиям (2008).

## Биография
Училась в школе № 19, рисовала с детства. Художественной школы в городе не было, поэтому азы академического рисунка изучала по книгам. В детские и юношеские годы увлекалась астрономией, поэзией, горным туризмом. Большую роль в становлении личности Светланы сыграл тренер по баскетболу Ибрагимов Ремзи Юсуфович. Окончила среднюю школу мастером спорта по баскетболу.
Из школьной характеристики: «… Способная, талантливая, активная. По характеру не управляемая и своевольная…». На воспитание характера повлияло много факторов, в том числе место проживания. В «Сталинском поселке» жили ссыльные корейцы, немцы, крымские татары и другие народы. Поселок примыкал к закрытому городу Чкаловск-30, сегодня — Бустон.
В 2001 году окончила Московский государственный открытый педагогический университет им. М. А. Шолохова, художественно-графический факультет.
Использует псевдоним «Соло Светлана» (часть фамилии). Работу в качестве деятеля искусств начинала под фамилией Солодовникова (до 2014 года).

## Семья
Мать, Холомова Нина Андреевна (1948—2006) работала главным бухгалтером области и преподавала в Худжандском государственном университете на кафедре бухгалтерии и аудита. Отец, Холомов Владимир Иванович (1945—2002). В семье было двое детей, Светлана и её старший брат Александр.
Дедушка по отцовской линии Раабе Карл Тобиасович (1901—2005) в период с 1941-45 гг. пребывал в лагере Чкаловска-30. Находился там из-за происхождения, — был немцем (голландцем-меннонитом). Меннониты известны пацифизмом. Карл Тобиасович отказался брать в руки оружие и попал в лагерь. Он строил город Чкаловск-30 вместе с другими советскими немцами. «… Я не придавала значение номеру на руке своего деда Карла, и, только став взрослой, я все поняла», — вспоминает Светлана.
Дед по материнской линии — Макеев Андрей Михайлович (1917—1973), родился в Саратовской области. Во время Великой Отечественной войны служил в 3-й Воздушной армии в звании младшего сержанта. Был водителем специальной автомашины БЦ, 804-го батальона аэродромного обслуживания. Был награждён медалями «За боевые заслуги», «За отвагу».

## Творческая деятельность
Светлана Соло — художник, организатор художественных выставок, пленэров, конкурсов, в том числе международных. Работает в стиле: абстракционизм, реализм. Жанр: пейзаж, натюрморт.
Своими учителями считает: Лаврова Виктора Германовича, Алёхина Андрея Петровича, Рыбакову Ирину Владимировну.
География выставок: Москва, Московская область, Великобритания, Германия, Голландия, Италия, Испания, Словения, Сербия, Болгария, Македония, Румыния, Турция, Южная Корея, Франция.
Картины находятся в Плёсском государственном историко-архитектурном художественном музее-заповеднике (Россия), в городской художественной галерее г. Старая Загора (Болгария), в галереях Болгарии, Германии, Македонии, Италии, Сербии, а также в частных коллекциях.
«…Не побоюсь сказать, что Светлана Соло человек подлинного ноосферного сознания…», — Юрий Федорович Дюженко, заслуженный работник культуры РСФСР, председатель комиссии московских художников-ветеранов Великой Отечественной войны МОСХ, президент творческого объединения «Ноосфера-Радонеж», художник, искусствовед.
«… Живопись Светланы волнует, вызывает чувственное ее восприятие, ассоциируется с мелодичными аккордами музыкальных произведений. А это возникает тогда, когда художник обладает мощной творческой энергетикой и способен передать её окружающим через свои работы.
Особо ценное направление деятельности художницы — это большая организаторская и общественная работа по популяризации творчества российских художников как в стране, так и за рубежом. Также она знакомит российскую общественность с произведениями художников Европейских государств…», — Павел Платонович Бойко, заслуженный деятель искусств РФ, вице-президент Российской ассоциации художников-маринистов.

## Автор и организатор проектов
- Международный детский художественный конкурс рисунков «Мир без войны» (с 2015)[10][11][12][13];

- Детский патриотический проект «Портрет ветерана»[14];
- Детский экологический проект «Классики отечественной анималистики»[15];
- Международный проект «АРТ Балкан» (с 2015 по н/в)[16][17][18][19][20][21][22];
- Ежегодный художественный пленэр «Левитановские сезоны», г. Звенигород[23];
- Куратор выставочных проектов «Art Voyage» Международной художественной группы «ART INTERNATIONAL GROUP»;
- Международный пленэр «Русско-турецкая война» (2008, 2014 гг.) в Болгарии;
- Ежегодный сербско-русский пленэр «Vidici» совместно сербско-русским обществом г. Шид[24][25][26].

## Членство
- Союз журналистов Подмосковья (отделение Союза журналистов России) (2012)[27]. Автор и ведущая приложения к газете «Звенигородские ведомости» об искусстве и художниках «Левитановские сезоны» (2015).
- Профессиональный союз художников России (ПСХР);
- Союз художников Подмосковья;
- Международный художественный фонд;
- Член Международной художественной группы «ART INTERNATIONAL GROUP»;
- Творческое объединение женщин-художников «Ирида»;
- Союз Художников графства Шропшира (Великобритания)[28];
- Председатель секции "Группа художников «Соло» (2001) Профессионального союза художников России (ПСХР), статус группы «международная».
- Председатель Звенигородского отделения Союза художников Подмосковья, член Правления (2018)[29].
- Председатель Региональной общественной организации «Межнациональное арт сообщество», город Москва (2022).

## Награды
- Проект «Портрет ветерана», премия Губернатора Московской области «Наше Подмосковье» (2015)[30][31][32],
- Проект «Левитановские сезоны», премия Губернатора Московской области (2017)[33],
- Орден «Единения» «Деяния во благо народов» (2008), за деятельность в области культуры Организацией объединённых наций, Европейским комитетом по наградам и премиям.

## Персональные выставки
- 2017 г. 15.02-15.04, Россия, М. О. г. Звенигород, АРТ Галерея ЦВБ, выставка «Рапсодия в бирюзовых тонах»[34];
- 2016 г. 15-22 марта, Россия, Москва, Московский общественный фонд культуры, выставка «Экспрессия чувств»;
- 2015 г. 26.09-22.10, Россия, М. О. г. Звенигород, АРТ Галерея ЦВБ, выставка «Экспрессия чувств»[35];
- 2014 г. 20.07.31.07, Болгария, Пловдив, галерея «Пловдив» в здании совета общины, выставка «Болгария глазами русского художника»;
- 2013 г 1-24 декабря, Македония, г. Прилеп. Городская галерея, выставка «Игнатов путь»;
- 2013 г. 9-22 августа, Македония, г. Охрид. Дворец Робеву, выставка «Птица-Феникс»;
- 2012 г. 8 декабря. Россия, М. О., г. Звенигород, выставка «Перекресток»;
- 2012 г. 10-25 июля, Македония, г. Прилеп. Выставка в городской галерее «Два света»;
- 2012 г. 26.07-04.08, Македония, г. Скопье. Выставка в центральной городской библиотеке «Брака Миладиновци»;
- 2006 г. апрель, Россия, Москва, ГУ «Московский дом национальностей», персональная фотовыставка «Природные красоты Македонии».

## Победы в конкурсах
- 2019 г. ноябрь, Россия, Москва, XXVII Международная выставка-конкурс современного искусства «Российская Неделя Искусств | Russian Art Week» в мультимедийном проекте «Машина времени» «Игры со временем» II место;
- 2018 г. Россия, Москва, Участница Олимпиады искусств Института культуры и искусств МГПУ номинация живопись II место;
- 2017 г. Россия, Московская область, Победитель в конкурсе Губернатора М. О. «Наше Подмосковье» III место за художественный проект «Левитановские сезоны»;
- 2016 г. Россия, Московская область, Победитель в конкурсе Губернатора М. О. «Наше Подмосковье» III место за проект «Портрет ветерана»;
- 2016 г. май, Республика Беларусь, участие в Международной олимпиаде искусств II место в номинации «Живопись»;
- 2012 г. Россия, Московская область, Звенигород, II место в Творческом конкурсе фотографий в номинации «Природа моими глазами».

## Галерея работ

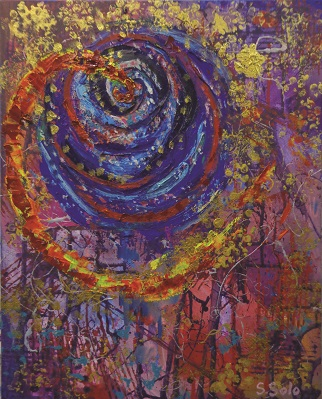
Сингулярность. 100×80, 2015
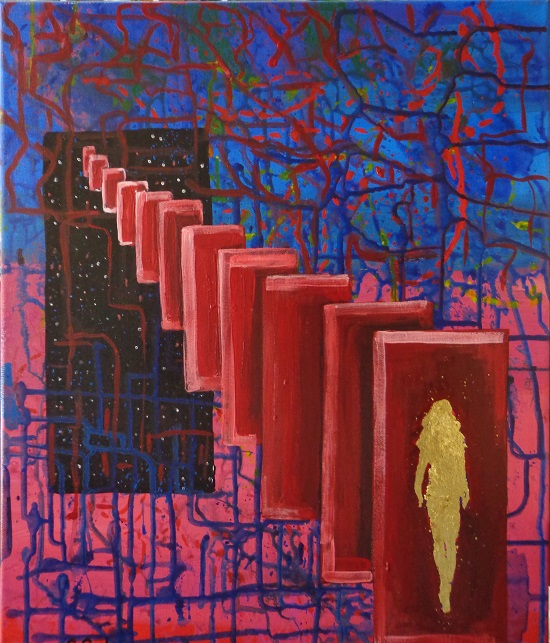
Жизнь онлайн «Online life». 50×40, 2020
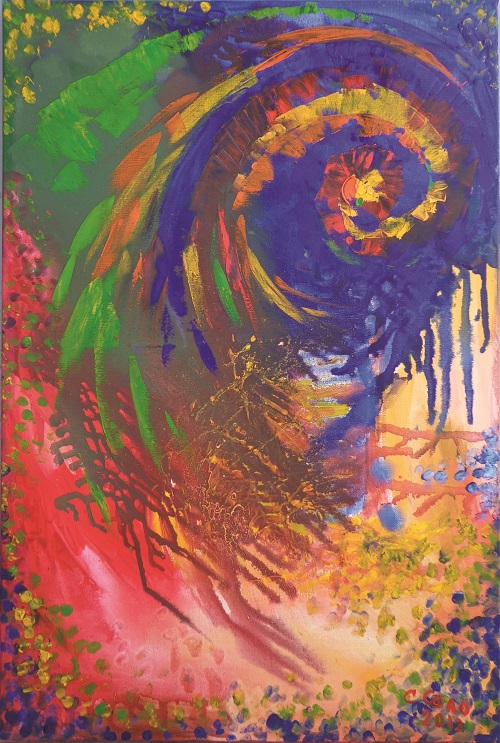
Стремление. 76×51, 2012
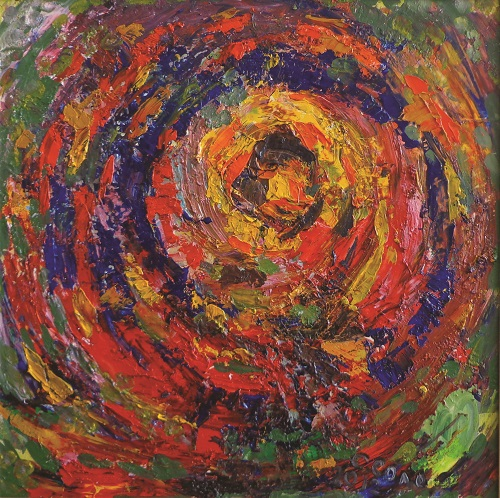
Запах роз. 39×39, 2014
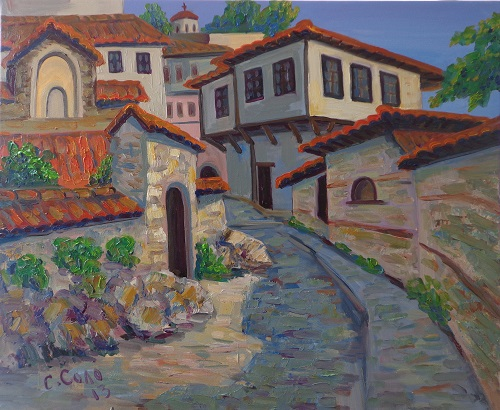
Переулок Св. Богородица Больничка. 60×50, 2013
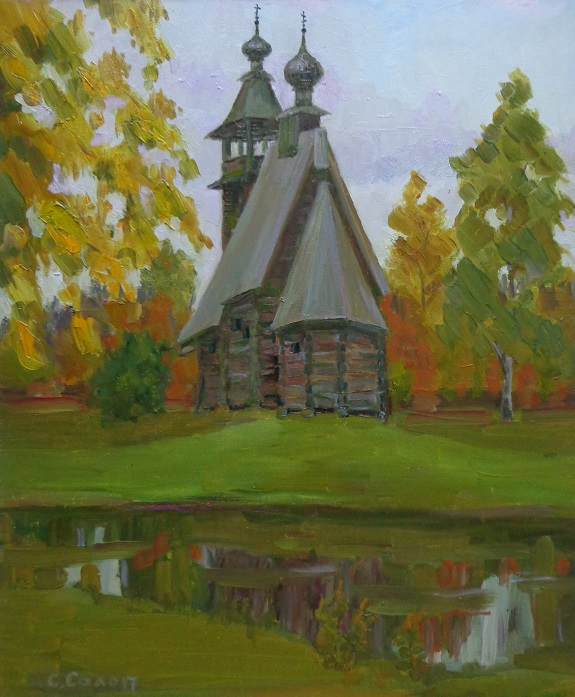
Костромская слобода. 60×50, 2017
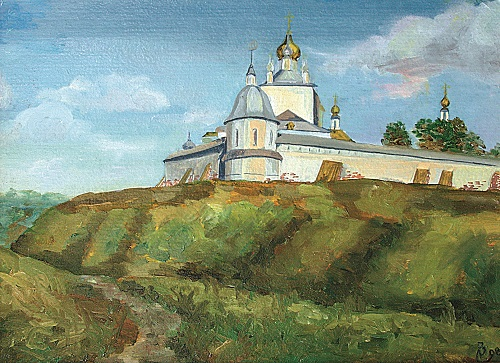
Переславль-Залесский. Горицкий монастырь. 33×46, 1998
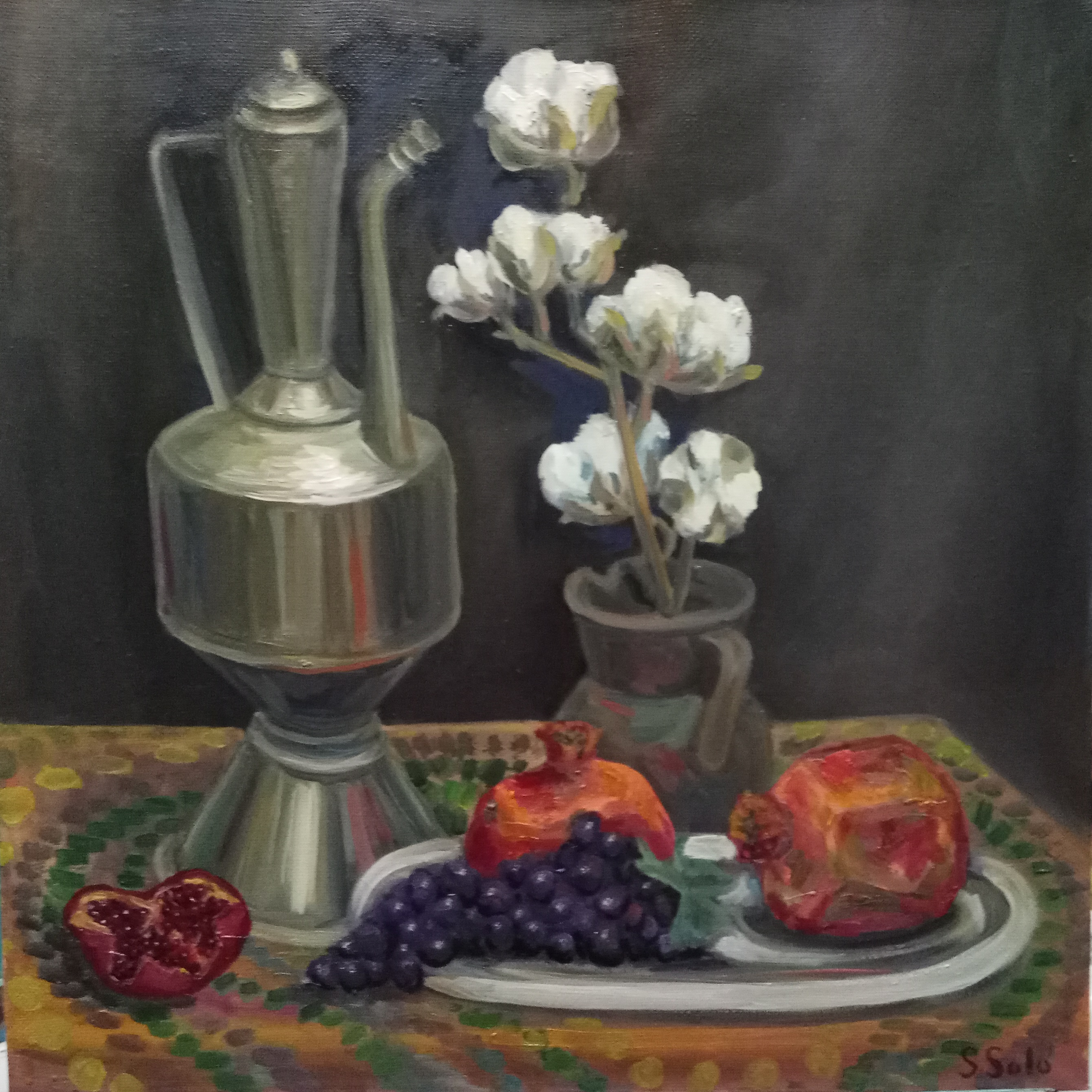
Восточный натюрморт с веткой хлопка. 60×60, 2020